# تأثير فلورنس نايتينجيل
تأثير فلورنس نايتينجيل هو حالة يبدي فيها مقدم الرعاية شعورًا رومانسيًا تجاه المريض، حتى وإن كان قدر قليل للغاية من التواصل والإتصال يحدث خارج نطاق الرعاية الأساسية. وقد تتلاشى المشاعر عندما لم يعد المريض في حاجة إلى رعاية، إما بسبب شفائه أو موته.

## الأصل
يعود الاسم إلى فلورنس نايتينجيل، وهي رائدة في مجال التمريض في النصف الثاني من القرن التاسع عشر الميلادي. ونظرًا لتفانيها في رعاية المرضى، كان يُطلق عليها اسم «سيدة المصباح»، بسبب اعتيادها على القيام بجولات ليلية، لم يقم بها أحد من قبلها. وكانت رعايتها من شأنها أن تغير طريقة تعامل المستشفيات مع المرضى. وغالبية الناس يعتبرون نايتينجيل مؤسسة التمريض الحديث. وليست هناك أي سجلات تشير إلى وقوع فلورنس نايتينجيل في الحب مع أي من مرضاها. وفي الواقع، وعلى الرغم من كثرة الخُطّاب، لم تتزوج مطلقًا خشية أن الزواج قد يتعارض مع تلبية أداء واجبها في التمريض. وأفضل ما يمكن تحديده، أن العبارة نشأت في الثقافة الشعبية.

## في الطب
غالبًا ما يُعتبر أثر فلورنس نايتينجيل ومتلازمة فلورنس نايتينجيل نفس الشيء. ومع ذلك، عادة ما تشير العبارة الأخيرة إلى متلازمة التعب المزمن، التي يُقال إن نايتينجيل كانت تعاني منها. وأثناء السنوات الأخيرة من حياتها، عانت من أعراض لا تختلف عن أعراض متلازمة التعب المزمن.
ولا يُعترف بهذا كحالة طبية؛ وإنما هي اسم مستوحى من الثقافة الشعبية لوصف حالة. يُعتبر انخراط مقدم الرعاية الطبية في علاقة مع المريض غير أخلاقي، ويمكن أن يؤدي هذا إلى إنهاء عمل مقدم الرعاية.

## سوء فهم
غالبًا ما يسيء الكثير فهم المصطلح بحيث أنه يعني العكس؛ أي أن المريض هو الذي يقع في حب مع مقدمة الرعاية كنتيجة لتفسير سلوك المودة كعاطفة. والمصطلح الصحيح، الذي صاغه سيجموند فرويد (Sigmund Freud)، لهذا الموقف هو تحول.

## في الإعلام
تم استخدام هذا المصطلح في فيلم العودة إلى المستقبل (Back to the Future) عندما يصف الدكتور إيميت براون (Emmett Brown) افتتان والدة مارتي ماكفلاي (Marty McFly) به، الذي تولته بعنايتها عندما كان فاقدًا الوعي بعدما ضربته سيارة، كأثر فلورنس نايتتينجيل، قائلاً «إنه يحدث في المستشفيات عندما تقع الممرضات في حب مع المرضى». هذا هو أول استخدام معروف للعبارة.
يقول لويس إن ميغ عانت من متلازمة فلورنس نايتينجيل عقب اكتشاف ولعها بجو سوانسون (Joe Swanson) في الحلقة 12 من الموسم التاسع من مسلسل Family Guy's المسمى بعنوان “The Hand That Rocks the Wheelchair”.
وفي الحلقة الأولى من الموسم الأول من المسلسل التلفزيوني Royal Pains، أخبر الدكتور هانك أبريل أن الأمر مجرد متلازمة فلورنس نايتنيجيل عندما أخبرته أنها وقعت في غرامه بعدما أنقذ حياتها في حفل بوريز، وهو لم يكن الاستخدام الصحيح للمصطلح.